# The Cross of Lorraine
The Cross of Lorraine é um filme de guerra estadunidense de 1943, dirigido por Tay Garnett para a Metro-Goldwyn-Mayer. O roteiro é baseado parcialmente no livro Ob Tausend fallen de Hans Habe sobre as experiências do autor em uma prisão militar alemã. O título do filme se refere a um crucifixo usado por Joana D'Arc e depois ao símbolo da Resistência francesa e das Forças da França Livre, escolhido por Charles de Gaulle em 1942
De acordo com os registros da MGM o filme rendeu 585 mil dólares nos Estados Unidos e Canadá e 663 mil dólares em outros países, causando um prejuízo de 179 mil dólares.

## Elenco
- Jean-Pierre Aumont...Paul
- Gene Kelly...Victor
- Sir Cedric Hardwicke...Padre Sebastian
- Richard Whorf...François
- Joseph Calleia...Rodriguez
- Peter Lorre...Sargento Berger
- Hume Cronyn...Duval
- William Roy...Louis
- Tonio Selwart...Major Bruhl
- Jack Lambert...Jacques
- Wallace Ford...Pierre
- Donald Curtis...Marcel
- Jack Edwards, Jr....René
- Richard Ryen...Tenente Schmidt
- Frederick Giermann...Cabo Daxer
- Rhea Mitchell...mãe
- Dorothy Phillips...mulher da vila

## Sinopse
No início da Segunda Guerra Mundial, franceses de todas as partes se alistaram para lutar. Derrotados pela invasão alemã em 1940, o General Philippe Pétain assina um tratado de paz e as tropas francesas se rendem. Contudo, os soldados não são repatriados e um grupo deles é enviado para um presídio militar na Alemanha, próximo da fronteira com a França. A maioria resiste como pode, como o ex-advogado Paul mas outros resolvem colaborar com os carcereiros, como o ex-vendedor Duval, que fala alemão. Os prisioneiros são confortados pelo Padre Sebastian que é proibido de realizar serviços religiosos. Quando o prisioneiro Pierre tenta fugir e é morto, o padre tenta ajudá-lo mas também se torna alvo, revoltando o prisioneiro Victor, que é brutalmente torturado. Os homens acham que Duval é o responsável pela morte de Pierre e resolvem executá-lo.

## Produção
The Cross of Lorraine é um dos muitos filmes de propaganda de Hollywood feitos para a Segunda Guerra Mundial, mostrando a vida na Europa ocupada, com o propósito de explicar ao público norte-americano que o envolvimento dos Estados Unidos com a Guerra na Europa era tão importante como a guerra contra os japoneses no Pacífico.
O filme é parcialmente baseado no livro autobiográfico Ob Tausend fallen do refugiado germânico Hans Habe lançado em 1941, sobre as experiências do autor lutando na Legião Estrangeira Francesa contra seus ex-conterrâneos, tendo sido capturado e fugido de um campo de prisioneiros alemão. Vários atores alemães, austríacos, franceses e holandeses, que haviam fugido da Europa devido a guerra, participaram do filme, não apenas Peter Lorre, Jean-Pierre Aumont, Richard Ryen e Frederick Giermann mas também muitos outros em papéis menores e figuração.
The Cross of Lorraine foi a segunda produção da Metro-Goldwyn-Mayer sobre a Resistência Francesa. A primeira foi Reunion in France, lançado em 1942.